# Николай (Хюка)
Митрополи́т Никола́й (алб. Mitropoliti Nikolla, в миру Арьян Пеливан Хюка, алб. Arjan Pelivan Hyka; 26 января 1972, Жупан, округ Фиери, Албания) — епископ Албанской православной церкви, митрополит Аполлонийский и Фиерийский.

## Биография
Принял крещение 11 марта 1995 года в деревне Валта на Пелопоннесе, Греция, в пределах Трифилийской митрополии.
В 2000 году с отличием окончил Свято-Воскресенскую духовную семинарию, располагавшейся в монастыре святого Власия.
16 апреля того же года архиепископом Тиранским и всей Албании Анастасием был рукоположен в сан диакона. 24 мая 2002 года последовало его рукоположение в сан пресвитера.
В 2002 году поступил на богословский факультет Афинского университета, который окончил в 2006 году с отличием. По возвращении на родину в том же году был назначен ректором Воскресенской духовной семинарии.
11 ноября 2006 года решением Священного Синода Албанской православной церкви архимандрит Николай был избран епископом Аполлонийским, викарием Тиранского архиепископа.
19 ноября того же года в Благовещенском соборе в Тиране состоялась его епископская хиротония, которую совершили: архиепископ Тиранский и всей Албании Анастасий, митрополиты Бератский Игнатий (Триантис), митрополит Корчинский Иоанн (Пелюши) и митрополит Гирокастрский Димитрий (Дикбасанис).
9 декабря 2008 года вместе с архиепископом Тиранским Анастасием был на отпевании патриарха Московского и всея Руси Алексия II в Москве.
С 30 сентября по 3 октября 2014 года в Шамбези, Швейцария, участвовал в заседании Специальной межправославной комиссии по подготовке Всеправославного собора.
В 2015 году он продолжил обучение в аспирантуре Университета Аристотеля в Салониках.
7 апреля 2016 года был решением Священного Синода Албанской православной церкви назначен митрополитом на созданную тогда же Аполлонийскую и Фиерийскую митрополию. 16 апреля того же года последовало его торжественное настолование в Георгиевском кафедральном соборе города Фиери.
С 17 по 26 июня 2016 года участник «Святого и Великого Собора» на Крите.